# Roger Michell
Roger Michell (n. 5 iunie 1956, Pretoria, Africa de Sud – d. 22 septembrie 2021, Hertfordshire, Anglia, Regatul Unit) a fost un regizor de teatru, film și televiziune sud-african.

## Biografie

### Primii ani, studii
Născut în Pretoria, Africa de Sud , Michell și-a petrecut o bună parte a copilăriei în Beirut, Damasc și Praga întrucât tatăl său a fost diplomat. A fost educat la Clifton College, devenind membru al Brown's House în 1968. Apoi a studiat la Queens' College din Cambridge. În 1977, anul absolvirii sale din Queens' College, prestigioasa instituție teatrală Royal Shakespeare Company i-a decernat râvnitul premiu Buzz Goodbody Award (numit după cunoscuta regizoare britanică Buzz Goodbody).

### Carieră
După absolvire, Michell s-a mutat la Londra și și-a început ucenicia ca actor la Royal Court Theatre, unde a lucrat de asemenea ca regizor secund pentru dramaturgul britanic John Osborne și pentru dramaturgul irlandez  Samuel Beckett. În această perioadă a lucrat cu directorul de scenă Danny Boyle, care la rândul său va urma o strălucită carieră ca regizor.
În 1979 a plecat de la Royal Court Theatre, începând o carieră de scenarist și regizor al propriilor sale proiecte. Una dintre cele mai reușite proiecte ale sale a fost comedia din 1982 Private Dick, cu care a câștigat Fringe First Award la Edinburgh Festival. Piesa a debutat în Londra, în West End, având în rolul principal pe Robert Powell interpretând personajul Philip Marlowe.

## Viață personală
Michell a fost căsătorit cu actrița Kate Buffery, cu care are doi copii, o fiică, actrița Rosie, și un fiu Harry. Este căsătorit pentru a doua oară cu Anna Maxwell Martin, cu care are două fete, Nancy și Maggie.

## Filmografie
- Persuasion (1995) (film de televiziune)
- My Night with Reg (1996)
- Titanic Town (1998)
- Notting Hill (1999)
- Changing Lanes (2002)
- The Mother (2003)
- Enduring Love (2004)
- Venus (2006)
- Morning Glory (2010)
- Hyde Park on Hudson (2012)
- Le Week-End (2013)
- My Cousin Rachel (2017)